# サンドリーヌ・ピオー
サンドリーヌ・ピオーまたはピオ（Sandrine Piau, 1965年6月5日 イシー＝レ＝ムリノー – ）は、フランスの声楽家。ソプラノの声域を持つオペラ歌手である。

## 略歴
ハープ奏者としての訓練を受けたが、コレージュ・ラマルティーヌとパリ音楽院において声楽を学んだ。
ウィリアム・クリスティとエクサンプロヴァンス音楽祭において共演するなど、バロック・オペラのレパートリーでとりわけ名高い。その後もヨーロッパにおける古楽復興の立役者たち、たとえばマルク・ミンコフスキやフィリップ・ヘレヴェッヘ、フランス・ブリュッヘン、ポール・マクリーシュ、アラン・カーティス、トン・コープマン、クリストフ・ルセ、ルネ・ヤーコプス、ファビオ・ビオンディらと共演してきた。
近年では、J.S.バッハやグルック、モーツァルトといった18世紀の音楽だけでなく、ウェーバーのような19世紀ロマン派音楽、ドビュッシーやブリテンのような20世紀の音楽にまでレパートリーを拡げている。大きな舞台でオペラやコンサートを行い、これまでにロンドンやボローニャ、ボルドーで活動したほか、ザルツブルクやモントルー、ドロットニングホルム、ドレスデンの音楽祭にも出演している。また、フライブルク・バロック管弦楽団やベルリン・フィルハーモニー管弦楽団といったオーケストラや、クルト・マズアやディエゴ・ファソリスといった指揮者とも共演した。
2006年にフランス政府より芸術文化勲章を受勲した。